# CQモーターズ

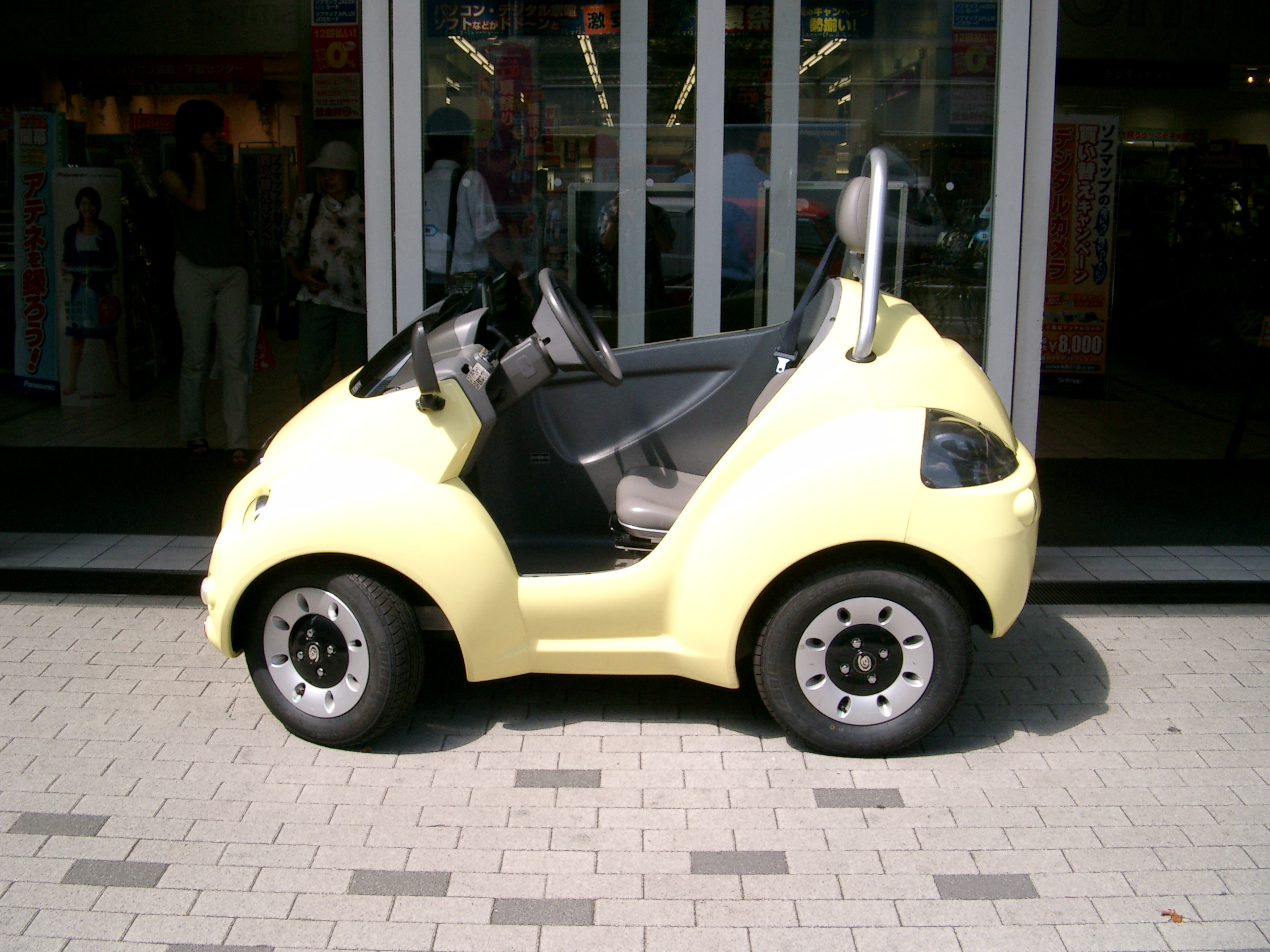
Q-CAR Qi

CQモーターズ（しーきゅーもーたーず）は電気自動車のミニカーを製造していた自動車メーカー。2002年にタカラ（現・タカラトミー）の子会社・チョロQモーターズ（登記上の社名は「チョロキューモーターズ株式会社」）として設立された。
2002年から2005年の間に、1人乗り電気ミニカーの「Q-CAR」シリーズを4車種製造販売していた。

## 概要
フォルクスワーゲンの専門チューナーであるコックスの社長がタカラのチョロQのファンだったことをきっかけとして、同社とタカラが共同で自動車ビジネスに参入、アラコの原付四輪電気自動車「エブリデーコムス」をベースにした「Q-CAR」を台数限定により販売を開始した。台数限定とした理由について、タカラは、量産することでデザインなどの独自性が失われること、チャレンジ型の製品であるため限定生産がリスクヘッジとなること、などを挙げている。製造販売体制は、アラコがEVシステム供給を担当し、組み立てと型式認証取得はコックス、企画販売はチョロQモーターズというものであった。
販売開始当初は物珍しさや外見の可愛らしさから話題になったが、次第に販売台数が頭打ちとなった。タカラ本体の経営も苦しくなっていたことから、不採算事業の整理の対象となった。
製造中止後のサポートサービスは、コックスが担当している。

## 歴史
- 2002年（平成14年）
  - 2月 - タカラの連結子会社としてチョロQモーターズ株式会社を設立。ロゴはCQ MOTORS。
  - 8月 - Q-CAR Qiの販売を開始。
  - 11月 - Q-CARの直営店Q-SQUAREが営業を開始[6]。
- 2003年（平成15年）10月 - MINEサーキット（山口県美祢市）の経営権を取得。
- 2004年（平成16年）- ル・マン24時間レースに日本からチョロQチーム参戦。その一方、Q-CARの製造を終了。
- 2005年（平成17年）- 他社からの出資を受け入れる。タカラ本体は出資比率を引き下げ、連結決算の対象外とする。
- 2006年（平成18年）
  - 1月 - MINEサーキットをマツダに譲渡（サーキットは2月28日に閉鎖）。
  - 3月 - CQモーターズ株式会社に社名を変更、本社を千葉県いすみ市深堀1751番地11に移転。

## Q-CARの種類
- Qi (QUNO)
- U
- Q-CAR 7
- QVOLT